# District de Cleve
Le district de Cleve (District of Cleve) est une zone d'administration locale située dans l'est de la péninsule d'Eyre en Australie-Méridionale en Australie.
Son économie repose sur l'agriculture et le tourisme avec la ville côtière d'Arno Bay.

## Localités
- Cleve
- Arno Bay
- Darke Peak